# Dan the banjo man
Dan the banjo man is een single van Phil Cordell. Het instrumentale versje werd voornamelijk in Duitsland (nummer 1-hit), Zwitserland en Oostenrijk een succes. Het werd daar gebruikt in een jus d'orangereclame. In Nederland werd het een klein succesje. Het plaatje is waarschijnlijk opgenomen bij Phil Cordell zelf in Ninfield, Sussex. Op het plaatje is geen banjo te horen, in de clip is geen banjo te zien.
De B-kant was Cordells eigen Everything will rhyme.

## Lijsten

### Nederlandse Top 40
| Hitnotering: week 3/1974 t/m 6/1974 | Hitnotering: week 3/1974 t/m 6/1974 | Hitnotering: week 3/1974 t/m 6/1974 | Hitnotering: week 3/1974 t/m 6/1974 | Hitnotering: week 3/1974 t/m 6/1974 | Hitnotering: week 3/1974 t/m 6/1974 |
| Week:                               | 1                                   | 2                                   | 3                                   | 4                                   |                                     |
| ----------------------------------- | ----------------------------------- | ----------------------------------- | ----------------------------------- | ----------------------------------- | ----------------------------------- |
| Positie:                            | 29                                  | 22                                  | 24                                  | 40                                  | uit                                 |